# Хворостово (Гдовский район)
Хворостово — деревня в Гдовском районе Псковской области России. Входит в состав Добручинской волости Гдовского района.
Расположена в 14 км к северу от Гдова и в 2 км к югу от волостного центра, деревни Добручи. В 6,5 км к западу — Чудское озеро.

## Население
Численность населения деревни на 2000 год составляла 6 человек, по переписи 2002 года — 7 человек.